# Cosoleacaque
Cosoleacaque es una ciudad, cabecera del municipio del mismo nombre; que se encuentra en el estado de Veracruz en la zona centro costera del estado, en la llamada Región Olmeca. Está ubicado en las coordenadas 18°00” latitud norte y 94°38” longitud oeste, y cuenta con una altitud media de 48 m s. n. m.

## Toponimia

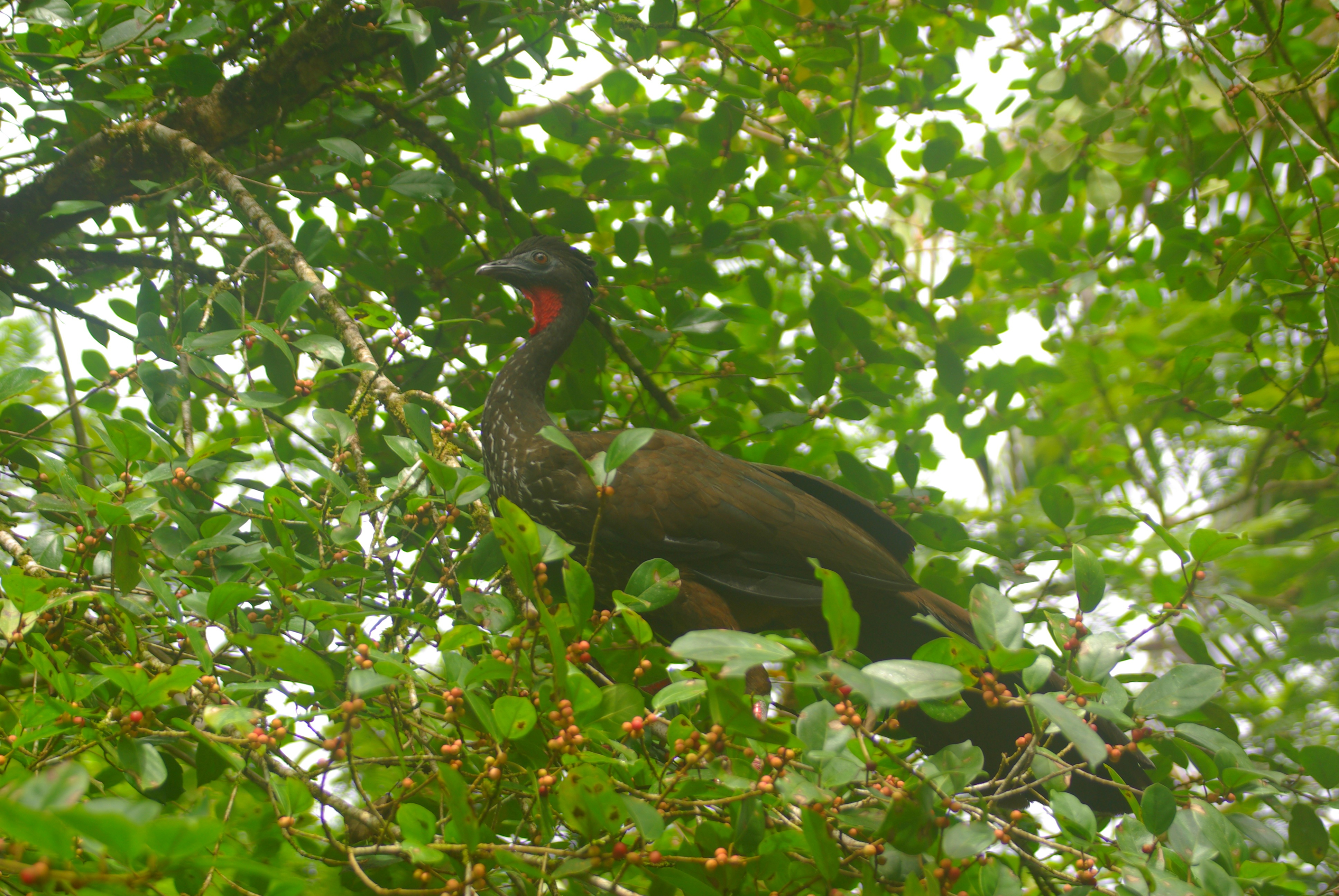
Cojolite en estado salvaje

La versión más aceptada del origen del nombre es la planteada por el historiador David Ramírez Lavoignet, el cual en 1977 propuso que proviene de las raíces, Coxolitli: Cojolite, una especie de faisán más específicamente refiriéndose a la especie Penelope purpurascens, el vocablo Yácatl que tiene varios significados entre ellos cumbre, nariz, extensión, punto e inicio y el sufijo "-c" que por su posición indica que se refiere al nombre de un lugar, así Coxoliyacac (Coxoli-yaca-c) es "En la cumbre de los cojolites".
Otros orígenes propuestos para el nombre son Cozoleacac, Cuezalyagac y Coxolitakac.

## Escudo
La creación del escudo de armas del municipio de Cosoleacaque fue producto de un certamen que realizó el ayuntamiento en octubre del año 1986. En enero de 1987 se eligió al diseño de Florentino Cruz Martínez, en aquel tiempo estudiante de antropología en la Universidad Veracruzana campus Xalapa.
El escudo es de forma polonesa estilizada, con bordura y cuartelado en cruz. En la parte superior se representan los colores del lábaro patrio, en cuyo centro aparece el escudo del Estado de Veracruz, con el propósito de ubicar al municipio en el contexto nacional. Los cuatro cantones (partes en que se divide el escudo) sintetizan los aspectos que han distinguido a Cosoleacaque:
a) En el cantón superior izquierdo figura el arroyo de Totoapan, El arroyo de los pájaros, donde un memorable  18 de octubre de 1863 las fuerzas republicanas, apoyadas por indígenas del pueblo de Cosoleacaque, se cubrieron de gloria al derrotar a un cuerpo de la contraguerrilla francesas. La memoria colectiva destaca la participación de Martín El lancero, cuya efigie domina el panorama.
b) En el cantón superior derecho aparece el templo parroquial Preciosa Sangre de Cristo y, sobrepuesta, la imagen del Señor de la Salud; un Cristo crucificado procedente de Mecatepec, Tabasco, el cual llegó a Cosoleacaque en 1937, durante la persecución religiosa.
c) En el cantón inferior izquierdo aparece el  Complejo Petroquímico de Cosoleacaque (hoy Petroquímica Cosoleacaque) y el Monumento a la petroquímica. El complejo representa a las industrias establecidas en el municipio: en 1986 ocupaba el primer lugar a nivel mundial por su producción de amoniaco (2 millones 500 mil toneladas anuales, volumen que representaba alrededor del 90% de la producción nacional).
d) El cantón inferior derecho alude a las expresiones culturales que le dan identidad al municipio de Cosoleacaque: lengua indígena, indumentaria y gastronomía tradicional, arte textil, festividades religiosas, tradición oral, entre otras.
En la bordura del escudo están distribuidas diez estrellas que simbolizan las localidades que forman parte del municipio. En la cabeza del escudo se representa el glifo yacatl (cumbre), posado en él un cojolite; y sirve de fondo un sol naciente que enmarca la silueta de esta ave, venerada en la época prehispánica como el dios de la alborada. Finalmente, un par de cojolites estilizados sirven de soporte al escudo, en cuya parte superior aparece una guirnalda de encino y laurel.

## Historia

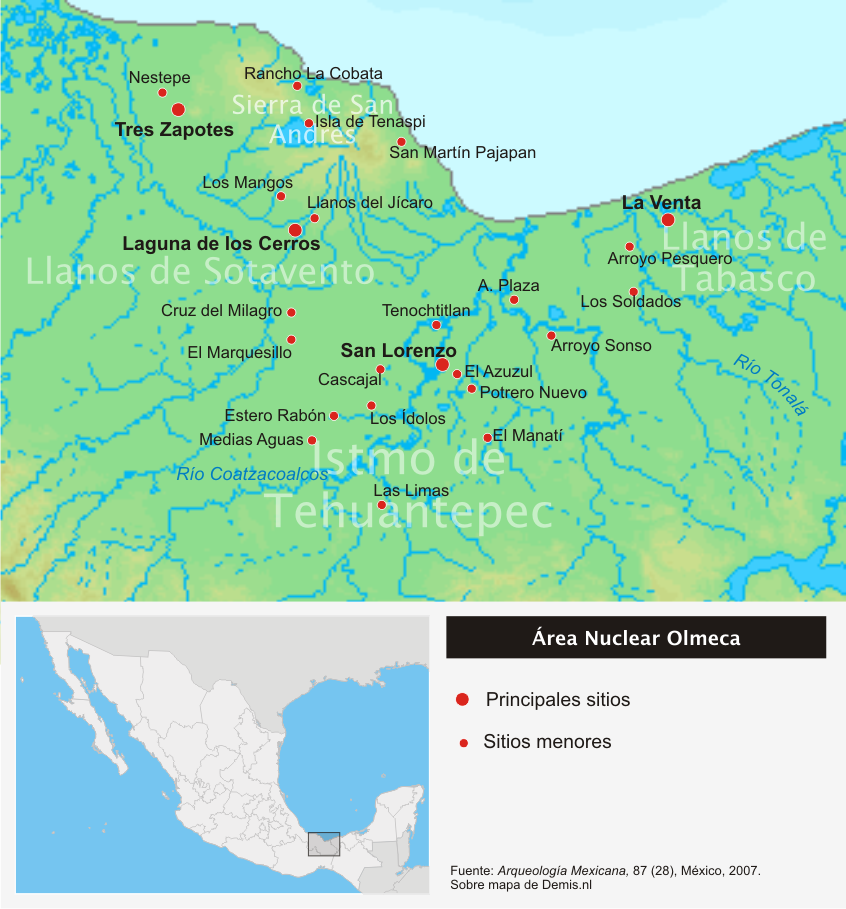
Distribución del área Olmeca en el sur del estado.

El espacio ocupado por el municipio de Cosoleacaque forma parte de las tierra bajas del trópico, llamada por algunos investigadores, el Olmecapán Metropolitano, donde se desarrolló entre 1500 y 400 a. C. la cultura Olmeca, la primera civilización de Mesoamérica. En la cabecera municipal existe un sitio arqueológico llamado El cubilete, una leve prominencia cuyas faldas han sido desgastadas por las lluvias y las excavaciones intencionales, indica que desde el periodo Preclásico Temprano (1500-1200 a. C.) hay evidencias de ocupación humana.
El pueblo de Cosoleacaque es de fundación anterior a la Conquista, durante el período postclásico (entre el 900 y el 1100 d. C.) por inmigrantes nahuas provenientes de la meseta central. Durante este período tiene lugar la mayor parte de las oleadas humanas de la Altiplanicie mexicana a Centroamérica.
El pueblo se estableció originalmente en la margen derecha del río Tonalá, a cuatro leguas (unos 12.5 kilómetros) de su desembocadura en el Golfo de México, en la vera del camino real que enlazaba a Coatzacoalcos y Tabasco, cerca de la ciudad arqueológica de La Venta, en pleno corazón del área metropolitana de la civilización olmeca, la primera en apropiarse de la naturaleza y desarrollar un nivel de alta cultura. Se trata de una zona pródiga en pantanos, esteros, arroyos y ríos, por lo que en lengua náhuatl fue llamado Ayahualulco.
San Felipe Cuezalyacac permanece en su asentamiento primigenio hasta fines del siglo XVII. Agobiados por las rapiñas y frecuentes correrías del pirata Lorencillo Laurens de Graaf abandonaron sus poblados, se separaron y se establecieron en distintos lugares. Los habitantes de Cosoleacaque se establecieron en el área de Acayucan, y en el año 1717 la población emigró al lugar actual.

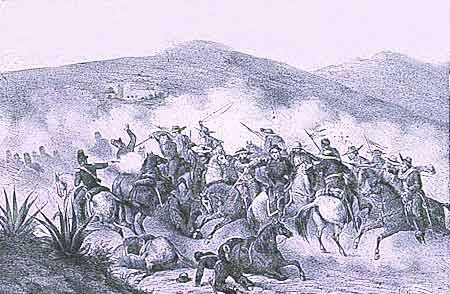
Representación de la batalla de Totoapan

El 18 de octubre de 1863, se libra aquí, un combate heroico en contra de la segunda invasión francesa. La sección republicana acantonada en Cosoleacaque, integrada por los granaderos y primera compañía del batallón Zaragoza, una compañía en alta fuerza del segundo activo, antiguo batallón Ortega y otra en alta fuerza del cantón de los Tuxtlas, estaban al mando de teniente coronel Francisco de P. Carrión, quien se hiciera cargo desde junio de 1863 de la línea militar de Sotavento. La llegada de Dubosq con 200 soldados franceses de infantería y más de 200 conservadores hizo que el teniente coronel Carrión pidiera instrucciones al General García; este dio la orden de retirarse a Acayucan, atendiendo al movimiento de la tropa intervencionista. La marcha fue decidida, pero la avanzada se percató del avance de las fuerzas de intervención rumbo a Cosoleacaque, incendiando los ranchos del trayecto. Los franceses pretendían ocupar la plaza de Acayucan y convertirla en otro centro de operaciones, fortificarla y tener acceso a Tlacotalpan, cuartel general de los republicanos. Ante la apremiante situación Carrión decidió enfrentar las tropas de Dubosq en la entrada del poblado, en un precipicio formado por el cauce del arroyo de Totoapan. Las tropas republicanas resistieron el avance de los intervencionistas en un nutrido combate, que culmina con la muerte de Dubosq y la retirada atemorizada de los invasores. Dieciocho prisioneros mexicanos conservadores fueron capturados y pasados por las armas al día siguiente en el Arenal, ubicada atrás de la iglesia. 

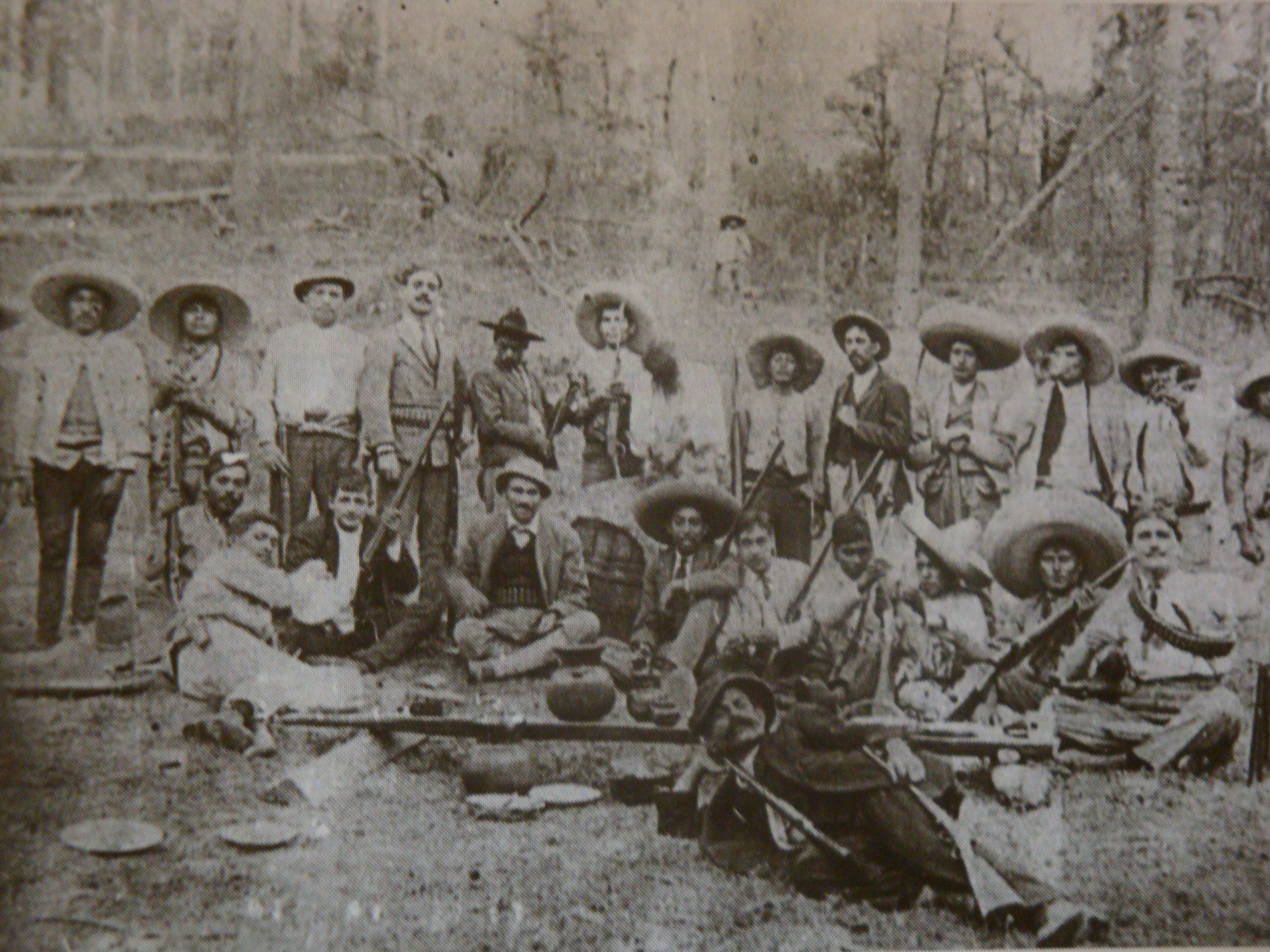
Revolucionarios del sur del país.

 La columna republicana, una vez levantado el campo y sepultado a los suyos, se trasladó a Acayucan.
Entre 1910 y 1920, la pugna por el poder entre los diferentes caudillos de la Revolución repercutieron en el sur de Veracruz. Las autollamadas fuerzas maderistas, carrancistas y zapatistas se enfrentaron entre sí, generando una gran inestabilidad social. Por eso en 1917 el General Salvador Alvarado ordenó que los habitantes del municipio se concentraran en la cabecera, para protegerse de los asaltos constantes de los grupos pseudo-revolucionarios. Los ancianos de Cosoleacaque recuerdan también que por esta fecha fueron trasladados a las barrancas de Oteapan, llamándole a este período Tiempo de concentración. Particularmente recuerdan las actuaciones de los generales rebeldes Benito Torruco, Cástulo Pérez y Álvaro Alor, así como del coronel Mariano Cadena Bécker, de Cosoleacaque.
En 1931 se formó la municipalidad. Por decreto del 9 de octubre de 1963, se elevó a la categoría de Villa. 
Por el decreto del 18 de octubre de 1977, se le otorgó la categoría de ciudad y la mención especial de Heroica.

## Educación
En la localidad se encuentran diversas instituciones, de educación en diversos niveles educativos:
Nivel kinder: Escuela "Josefa Ortiz De Dominguez" Jardín dé niños "Cosoleacaque".
Nivel primaria: Escuela Primaria "Primero de Mayo", "Constitución", "22 de Septiembre de 1972", "18 de Octubre de 1863", "Héroes de Totoapan", "20 de Noviembre", "Rafael Ramírez", "Eleuterio T. Hernández", "Cuauhtemoc", "Sebastian Lerdo de Tejada", "Guadalupe Victoria", entre otras.
Nivel secundaria: Escuela Secundaria Técnica n.° 63 (ESTI 63) , escuela secundaria "Venustiano Carranza" y Escuela Secundaria Técnica n.° 134 (ESTI 134).
Nivel media superior: COBAEV n.° 8: Sr. Martín González "El Lancero".

## Artesanías
Son de tipo textil, en forma de blusas, fajas y mantelería decoradas con atractivos colores, así como rebozos hechos en telares de mano. 
Subsisten algunos alfareros que trabajan el barro magistralmente.

## Gastronomía
Se caracteriza por la elaboración de su mole típico, tamales de masa cocida, caldo de res, así como en antojitos elaborados con base en la carne de Chinameca.

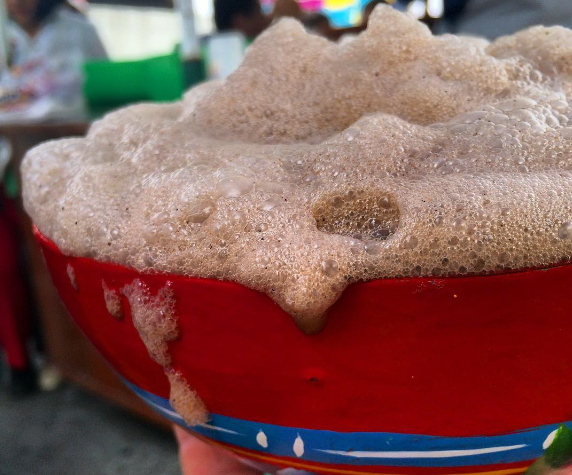
Popo en su tradicional jícara

La bebida más representativa de esta región es el popo, nombre que deriva de la lengua nahua Popocti, "Cosa que humea" o "Cosa que hace espuma". Con el paso del tiempo esta palabra se fue acortando para quedar solo en Popo.
Generalmente esta bebida se hacía en los pueblos indígenas del sur de Veracruz durante las fiestas tradicionales o casamientos, constituyendo con los tamales un binomio de la gastronomía ritual. Antiguamente la forma de beber el Popo era en unos recipientes que los indígenas de este lugar le dicen jícara, pero en nahua se conoce como la Guasca, o también Xicalli, que significa Jícara de Madera, fruto del árbol conocido en esta región como  Iguallo. Cuentan los pobladores que no nada más esta bebida era tomada en estos recipientes, sino que también lo utilizaban para tomar café, entre otras cosas, ya que desde antes de que fuera  colonizado el país, los naturales de la región buscaban la manera de elaborar objetos para facilitar el consumo de sus alimentos. Con el tiempo, esta tradición se ha ido perdiendo, por la gran demanda comercial que tiene, ya que antes solo se elaboraba en fiestas tradicionales, aunque hay hogares en donde todavía el Popo es servido en la tradicional jícara.

## Festividades municipales

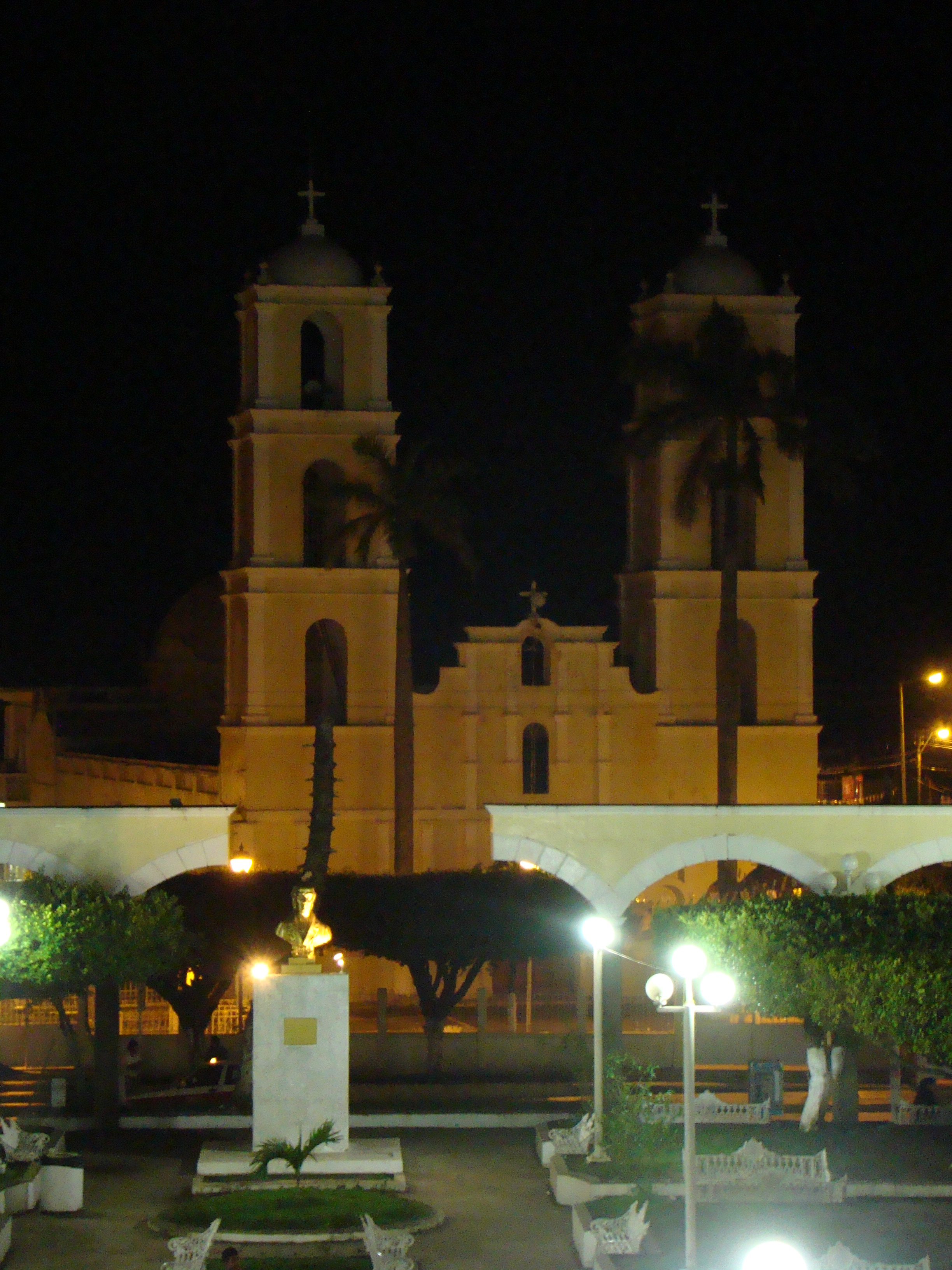
Parroquia de Cosoleacaque, punto central de varias de sus festividades.

- La Bajada del Señor de la Salud, la cual se festeja el 25 de febrero, donde todos los feligreses se congregan para pedirle que sane sus enfermedades.

- La Semana Santa con Vía Crucis, actos religiosos, juegos mecánicos y encuentros deportivos.

- La fiesta patronal de la Santa Cruz del 2 al 4 de mayo, donde se realizan peleas de gallos, bailes populares, juegos pirotécnicos y eventos deportivos, sin faltar los típicos antojitos de la región.

- La fiesta de la Preciosa Sangre de Cristo el 1 de julio, el cual es el Santo Patrono de la Parroquia de la cabecera municipal. En esta se realizan corridas de toros, juegos artificiales y juegos mecánicos.

- El 18 de julio se conmemora la derrota de los franceses por los mexicanos ocurrida en el antiguo camino a Minatitlán.

- El 18 de octubre se conmemora la batalla en el Arroyo de Totoapan.